# 第46回NHK紅白歌合戦
『第46回NHK紅白歌合戦』（だいよんじゅうろっかいエヌエイチケイこうはくうたがっせん）は、1995年（平成7年）12月31日にNHKホールで行われた、通算46回目のNHK紅白歌合戦。
20:00 - 21:25および21:30 - 23:45にNHKで生放送された。

## 概要

### 本番当日まで
- この年NHKとNHKホールが行ったロゴマークの変更（3つのたまご）に伴い、紅白も今回より新ロゴマークを使用している。
- NHKワールドプレミアムはこの年から中継し始めた。その後、第60回（2009年）、第69回（2018年）にNHK新チャンネルで中継する。
- 両組司会は2年連続で上沼恵美子・古舘伊知郎が担当。総合司会は宮本隆治・草野満代が務めた（男女1人ずつによる総合司会の2人体制は史上初）。
- 古舘の白組司会続投は早々に決定したが、前回紅組司会を務め好評だった上沼はこの年初頭の時点で「あぁ、ほんとしんどかった。もう（紅白の）司会はしません」と公言しており、番組側はこの年の『思い出のメロディー』の司会を務めた竹下景子を紅組司会に起用するプランも立てていたという。しかし、この年1月17日に発生した阪神・淡路大震災の被災地・兵庫県三原郡南淡町（現：南あわじ市）出身である上沼に「もう1度元気な司会をしてもらおう」と交渉し、当初は拒否されたが「震災で被害に遭った人々を元気づけてほしい」と懇請したところ最終的に受け入れられた[1]。
- 上沼は前回の紅組司会の際、ベテラン歌手から「あんたみたいなもんが紅組の司会ってなんやの」という態度で迫られる経験をしたものの、今回はベテラン歌手から大事にされたと話している[2]。
- 宮本は1973年のNHK入局時に紅白の司会を務めることを目標としており、それが今回の起用で実現する格好となった[注釈 1]。宮本はこの時、「大晦日が来るのが怖かった」という[3]。当時28歳の草野は総合司会の最年少記録を打ち立てた。
- テーマは、「ニッポン新たなる出発（たびだち）」[4]

### 当日のステージ
- 前回同様、総合司会は極力登場せず、審査員紹介も含めて大半の進行を上沼・古舘の両組司会が担当した[5]。今回以後、両組司会が審査員紹介を行うケースは第59回（2008年）[注釈 2]までなかった。
- 江守徹（この年の大河ドラマ『八代将軍吉宗』のナレーター・近松門左衛門役）が近松の決めゼリフである「さればでござる」から始まるオープニングのナレーションを担当しており、そのまま江守により両組司会の上沼・古舘の紹介が行われた（通常、両組司会の紹介は総合司会が担当している）。対戦開始前に古舘は前回白組が敗戦したことに触れ、「昨年はですね私が至らなくて白が負けてしまいました。それ以来ずっとこの1年間その重圧に耐えかねるように生きて参りました」と話した後、「もし今日この（白組の）陣容で白が負けるということになりましたら、私土下座も辞さない覚悟です」と言い切った。その発言に対して上沼は「古舘さん、土下座なんて言わんと切腹しぃ」と付け加えた。
- 由紀さおり・安田祥子、前川清、田村直美、南こうせつの4組の歌唱は、阪神・淡路大震災の被災者へのメッセージの意味を込めた特別企画とされ、審査の対象外とした。
  - NHKが阪神・淡路大震災の被災地・兵庫県を中心に行った聴きたい歌のアンケートで1位になった「上を向いて歩こう」を南こうせつが歌った。南は当初、デビュー25周年記念曲の「ひと夏のしずく」を歌唱する予定だったが、変更された[6]。
  - 前川の「そして、神戸」の曲中では神戸市のメリケンパークや六甲山からの夜景が生中継で流れた。本紅白の放送前には地元・神戸市の住民より前川に同曲の歌唱をリクエストする声が殺到（3000通の要望があった）したほか、本紅白で前川を大トリにしようとの署名活動も行われた（当時の新聞で前川が白組トリの本命との報道もされていた）。また前川の曲紹介時には上沼・古舘が揃って登場し、古舘が「この選曲は我々関係者の中でも議論を重ねました。しかし地元の方からのリクエストが圧倒的だったということで決断しました」と述べた後、上沼が曲タイトルの読み上げを行った。前川は「普通は舞台に出るときアガるんですよ。ところが、この時は冷静でいられた。何というか、後押しされるパワーを感じましたね」と語っている[7]。
- 紅組トップバッターを務めた酒井法子の曲紹介の際、紅組歌手が手話にて曲紹介をし、酒井は手話を交えて歌唱した。これは歌唱した「碧いうさぎ」が、酒井が主演した耳と口が不自由な主人公のドラマ『星の金貨』（日本テレビ）の主題歌だったことから。
- 岡本真夜はこの年のデビュー以降、テレビやラジオ等のメディア露出やライブを一切しなかったが、本紅白でメディア初出演となった。
- TOKIOのバックダンサーにV6が参加した。
- SMAPは、翌1996年5月にメンバーの森且行が脱退したため、6人では最後の出場となった（また、第1部での登場も今回が最後）。
- 浜田雅功（ダウンタウン）と小室哲哉によるユニット・H Jungle with tの演奏中に、浜田の相方である松本人志がゲイシャ・ガールズの扮装で登場[8]。歌っている浜田にかつらや着物を被せたりした。浜田は初出場決定時の会見で松本の応援ゲスト出演はないと語っていたが、スポーツ紙報道で登場の可能性が取り沙汰された（松本自身はフジテレビ系列『HEY!HEY!HEY! MUSIC CHAMP』内で「何で浜田の応援に行かないといけないのか!?」と述べていた）。なお、ダウンタウンはここ2年間紅白の裏番組『ダウンタウンの裏番組をブッ飛ばせ!!』（日本テレビ系列）の司会を務めていたが、浜田が本紅白に出場したことからそちらの司会を外れる格好となった（同番組は『裏番組をブッ飛ばせ!!'95大晦日スペシャル』と改題・司会交代で放送された）。歌唱後、ダウンタウンの2人は上沼・古舘・小室とトークを行い、浜田の「お前何してんねん!」というツッコミに対し松本は「（裏番組の）『野球拳』行かんとあかんから、呼びに来たんや」と返し、最後には「はい、コマーシャル」とボケた[9]。松本は浜田に自分が紅白に出演することを知らせていなかった[8]。松本は後に出演理由として、紅白に自身と仲のよい放送作家が参加していたことと、「たぶん、今回が出演できる最初で最後の機会だと思った（要約）」ことを挙げている[8]。「自分で歌うたって出ることはまずないでしょうから」とも語っていたが[8]、松本は6年後の第52回（2001年）に歌手としての出場を果たしている（Re:Japanとして）。
- この年「上沼とつんく（後のつんく♂。シャ乱Q）が似ている」として話題になった。本紅白では小林幸子の曲紹介前にツーショットで登場。2人の初共演が実現した。
- 紅組トリに和田アキ子、白組トリおよび大トリに細川たかし（この年デビュー20周年）と同い年同士の歌手がトリに起用された。
- 13対4で白組が優勝（客席審査は1階席→紅組:213、白組:297、2階席→紅組:305、白組:674、3階席→紅組:233、白組:444、ゲスト審査員は紅組:4、白組:7でいずれも白組が優勢）。古舘は優勝旗を掲げ、「1年経つとこんなにも心境が変わるのかというところです」と感想を述べた。一方、上沼は前述のオープニングでの古舘の発言にかけ、紅組歌手について「紅組の皆さん、申し訳ありません」と謝罪した後にひざまずいた。そして、この回からNHKアナウンサー以外が紅組司会を務めた回での紅組優勝が第61回（2010年）までなかったが、第62回（2011年）で切れることになり、第66回（2015年）、第67回（2016年）、第71回（2020年）、第72回（2021年）にさらに4回起きることになる。
- エンディングでは、毎年「蛍の光」演奏後にステージ上手・下手のキャノン砲から紙テープを発射する特効で終わるのが恒例だが、この年のみ紙吹雪と共に風船が大量に降って華やかなエンディングとなった。
- ビデオリサーチ調べ、関東地区における瞬間最高視聴率は米米CLUB出演時に記録された60.3%である[10]。
- 出場歌手のバックコーラス担当として現役大学生によって結成された合唱団、「東京シティ合唱団」と「Revolution」が出演した[11]。
- 審査員を務めた古田敦也の後ろの席に、この年入籍した中井美穂が座っており、古舘とトークをする場面があった。
- 翌年の第47回の司会陣に関し、古舘・宮本・草野は続投した一方、上沼は古舘との確執を理由に続投要請を拒否し、紅組司会は松たか子（同年の大河ドラマ『秀吉』の出演者）に交代となった[12]。上沼の連続司会は今回までとなり、以後も紅組司会を担当していないが、第70回（2019年）でゲスト審査員を務めた。
- 上沼は本紅白で共演した小室哲哉の態度に不満を持ち、後の小室逮捕時に自身司会の読売テレビ『週刊えみぃSHOW』内で批判を行った[13]。ただし、上沼は小室の復帰後の関西テレビ『快傑えみちゃんねる』で、ゲストの木根尚登が小室とのエピソードを語った際、「この人（小室）はプロデューサーやわあ」と認める発言もしている[14]。
- 2007年下期の連続テレビ小説『ちりとてちん』の2007年12月28日放送分にて、ヒロイン・和田喜代美（貫地谷しほり）の実家で家族揃って本紅白を視聴するシーンがある。元々同作は、五木ひろしの出身地である福井県を舞台にしたもので、五木自身も出演しており、その出演部分が一部映し出された。また、同作のナレーションを上沼が担当していたこともあり、上沼の姿も併せて映し出された。

## 司会者
- 紅組司会：上沼恵美子（『バラエティー 生活笑百科』相談員役）
- 白組司会：古舘伊知郎（『クイズ日本人の質問』司会者）
- 総合司会：宮本隆治、草野満代（いずれも東京アナウンス室）
- ラジオ中継：水谷彰宏 (東京アナウンス室）[15]

## 演奏
- 三原綱木とザ・ニューブリード・東京放送管弦楽団（指揮 三原綱木）

## 審査員
- 古田敦也（ヤクルトスワローズ捕手）：この年スワローズを日本一に導く。
- 田村亮子（柔道選手）：この年アトランタオリンピック女子48kg以下級出場が内定。
- 天海祐希（女優）：この年宝塚歌劇団を退団し女優業に進出。
- 竹中直人（俳優）：翌年の大河ドラマ『秀吉』の主人公・豊臣秀吉役。
- 原辰徳（野球解説者）：前東京読売巨人軍内野手。この年現役を引退。
- 水谷八重子（女優）：この年二代目・水谷八重子を襲名。
- 中村紘子（ピアニスト）：この年のNHK教育『N響アワー』司会者。
- ジョージ川口（ジャズプレーヤー）：「ジャズドラムスの神様」として長年に渡り活躍。
- 柳家小さん（落語家）：この年落語界初の人間国宝に認定。
- 大石芳野（写真家）：前年NHKスペシャル『ヒロシマ・女の肖像〜写真家・大石芳野と被爆女性〜』の題材となる。
- 上田洋一・NHK番組制作局長
- 客席審査員（NHKホールの観客全員）

## 大会委員長
- 斎藤曉･NHK放送総局長

## 出場歌手
紅組、      白組、      企画、      初出場、      返り咲き。
| 曲順 | 組   | 歌手名        | 回 | 曲目                                           |
| ---- | ---- | ------------- | -- | ---------------------------------------------- |
| 1    | 白   | シャ乱Q       | 初 | ズルい女                                       |
| 2    | 紅   | 酒井法子      | 初 | 碧いうさぎ                                     |
| 3    | 白   | EAST END×YURI | 初 | DA.YO.NE                                       |
| 4    | 紅   | trf           | 2  | Overnight Sensation 〜時代はあなたに委ねてる〜 |
| 5    | 白   | 堀内孝雄      | 8  | 東京発                                         |
| 6    | 紅   | 長山洋子      | 2  | 捨てられて                                     |
| 7    | 白   | 冠二郎        | 3  | まごころ                                       |
| 8    | 紅   | 香西かおり    | 5  | ごむたいな                                     |
| 企画 | 企画 |               |    | 子どもキャラクターショー                       |
| 9    | 紅   | 安室奈美恵    | 初 | Chase the Chance                               |
| 10   | 白   | TOKIO         | 2  | 風になって〜紅白バージョン〜                   |
| 11   | 紅   | 伍代夏子      | 6  | 北の舟唄                                       |
| 12   | 白   | 郷ひろみ      | 16 | 逢いたくてしかたない                           |
| 13   | 紅   | 森口博子      | 5  | あなたといた時間                               |
| 14   | 白   | 藤井フミヤ    | 3  | GET UP BOY                                     |
| 15   | 紅   | 森高千里      | 4  | 二人は恋人                                     |
| 16   | 白   | SMAP          | 5  | 胸さわぎ'96                                    |
| 17   | 紅   | 岡本真夜      | 初 | TOMORROW                                       |
| 18   | 白   | 小沢健二      | 初 | ラブリー                                       |
| 19   | 紅   | 石嶺聡子      | 初 | 花                                             |
| 20   | 白   | さだまさし    | 7  | 精霊流し                                       |

| 曲順 | 組 | 歌手名               | 回 | 曲目                                                |
| ---- | -- | -------------------- | -- | --------------------------------------------------- |
| 21   | 白 | H Jungle with t      | 初 | WOW WAR TONIGHT 〜時には起こせよムーヴメント        |
| 22   | 紅 | DREAMS COME TRUE     | 6  | LOVE LOVE LOVE〜紅白バージョン〜                    |
| 23   | 白 | 米米CLUB             | 3  | 米米CLUBヒット・メドレー 〜DYNAMITE DIGEST SHOW〜   |
| 24   | 紅 | 松田聖子             | 11 | 松田聖子ヒット・メドレー 〜SEIKO Chan to La La La〜 |
| 25   | 白 | 谷村新司             | 9  | 君のそばにいる                                      |
| 26   | 紅 | 藤あや子             | 4  | み・れ・ん                                          |
| 27   | 白 | 吉幾三               | 10 | 情炎                                                |
| 28   | 紅 | 大月みやこ           | 9  | 夜の雪                                              |
| 29   | 白 | 西城秀樹             | 13 | YOUNG MAN (Y.M.C.A.)                                |
| 30   | 紅 | 中村美律子           | 3  | 河内おとこ節                                        |
| 31   | 白 | 鳥羽一郎             | 8  | 兄弟船                                              |
| 32   | 紅 | 田川寿美             | 2  | みれん海峡                                          |
| 33   | 白 | 加門亮               | 初 | 男の慕情                                            |
| 34   | 紅 | 三船和子             | 初 | だんな様                                            |
| 35   | 白 | 美川憲一             | 12 | 幸せになりたい                                      |
| 36   | 紅 | 小林幸子             | 17 | 母ひとり                                            |
| 37   | 紅 | 島倉千代子           | 33 | あの頃にとどけ                                      |
| 38   | 白 | 小林旭               | 6  | 腕に虹だけ                                          |
| 39   | 紅 | 由紀さおり・安田祥子 | 4  | 故郷                                                |
| 40   | 白 | 前川清               | 5  | そして、神戸                                        |
| 41   | 紅 | 田村直美             | 初 | ゆずれない願い                                      |
| 42   | 白 | 南こうせつ           | 3  | 上を向いて歩こう                                    |
| 43   | 紅 | 坂本冬美             | 8  | あばれ太鼓                                          |
| 44   | 白 | 五木ひろし           | 25 | 酒尽尽                                              |
| 45   | 紅 | 石川さゆり           | 18 | 北の女房                                            |
| 46   | 白 | 北島三郎             | 32 | 谷                                                  |
| 47   | 紅 | 都はるみ             | 27 | 草枕                                                |
| 48   | 白 | 森進一               | 28 | 悲しみの器                                          |
| 49   | 紅 | 和田アキ子           | 19 | もう一度ふたりで歌いたい                            |
| 50   | 白 | 細川たかし           | 21 | 望郷じょんから                                      |

### 選考を巡って
- 松任谷由実（この年9月まで放送された連続テレビ小説『春よ、来い』の主題歌「春よ、来い」を担当）・Mr.Children・サザンオールスターズらが出場辞退した[16]。

### その他
- 初出場以来5年連続出場をした香西かおりは翌年落選したため、今回で連続出場が一旦途絶える。だが香西は第48回（1997年） - 第54回（2003年）、第56回（2005年） - 第58回（2007年） 、第63回（2012年） - 第65回（2014年）、第67回（2016年）で再出場を果たしている。
- 2年連続出場（通算13回）の西城秀樹、初出場の酒井法子も翌年落選。2020年時点で酒井は今回が最初で最後の出場となっているが、西城は第48回（1997年） - 第52回（2001年）に復帰出場した。
- 初出場した加門亮は2020年に死去したため、今回が生涯最初で最後の出場となった。
- 3度目の出場の冠二郎は2024年に死去したため、今回が生涯最後の出場となった。

## ゲスト出演者
- ブー、フー、ウー（『おかあさんといっしょ』の「ブーフーウー」のキャラクター）：「子どもキャラクターショー」。
- ブンブン・イザトナルトブン、いなりやまつね吉[注釈 11]、ごじゃえもん（同じく『おかあさんといっしょ』の「ブンブンたいむ」のキャラクター）：同上。
- ふくろこうじ・じゃじゃまる、ふぉるてしも・ぴっころ、ぽろり・カジリアッチIII世（同じく『おかあさんといっしょ』の「にこにこぷん」のキャラクター）：同上。
- みど・わおん、ふぁど・わおん、れおなるど・とびっしー、青井空男（同じく『おかあさんといっしょ』の「ドレミファ・どーなっつ!」のキャラクター）：同上。
- アル、エル、パル（『英語であそぼ』のキャラクター）：同上。
- ドン・ガバチョ、トラヒゲ、博士（『ひょっこりひょうたん島』のキャラクター）：同上。
- 猪名寺乱太郎、摂津のきり丸、福富しんべヱ（『忍たま乱太郎』のキャラクター）：同上。
- SUPER MONKEY'S[注釈 12]：安室奈美恵のバックダンサー。
- V6[注釈 13]：TOKIOのバックダンサー。
- 滝沢秀明、今井翼、屋良朝幸、川野直輝、喜多見英明：当時のジャニーズJr.。同上。
- 中井美穂：森高千里の曲後。
- 松本人志（ダウンタウン）：H Jungle with tの曲中。
- 華原朋美[注釈 14]：同上。[17]
- 大桃美代子、矢崎滋、桂文珍（『クイズ日本人の質問』ものしり博士役）：西城秀樹の曲紹介。
- 笑福亭仁鶴（『バラエティー生活笑百科』相談室長役）：中村美律子の曲紹介。
- オール阪神・巨人（同じく『バラエティー生活笑百科』相談者役）：同上。
- 春風亭小朝（『ふるさと愉快亭 小朝が参りました』司会者）：加門亮の曲紹介。
- 桂三木助、林家たい平、桂あやめ、柳家花緑、三笑亭夢之助（同じく『ふるさと愉快亭 小朝が参りました』出演者）：同上。
- コロッケ：美川憲一の曲紹介。

### 演奏ゲスト
- 東京スカパラダイスオーケストラ：小沢健二のバンド伴奏。
- 羽田健太郎：石嶺聡子のピアノ伴奏。
- 塚田佳男：由紀さおり・安田祥子のピアノ伴奏。
- 宮川泰：エンディング「蛍の光」の指揮担当。

## 関連番組
思い出の紅白歌合戦
放送：BS2　1995年12月27日・12月28日・12月30日 12:15 - 15:00
第30回（1979年）、第32回（1981年）、第36回（1985年）を再放送した。